# Région Centre (Portugal)
Pour les articles homonymes, voir Centro.
La région du Centre – en portugais : Região do Centro – est une région statistique portugaise.
Elle groupe :
La region historique et culturelle de Beiras
- Beira Alta
- Beira Baixa
- Beira Litoral.

- l'intégralité des districts de Coimbra, de Castelo Branco.
- une grande partie des districts d'Aveiro, de Viseu et de Guarda,
- La partie nord du district de Leiria

La région est limitrophe :
- au nord, de la Région Nord,
- à l'est, de l'Espagne,
- au sud, de l'Ouest et Vallée du Tage[2]

La région dispose en outre d'une large façade maritime, à l'ouest, sur l'océan Atlantique.
- Superficie : 23 273 km² (28 % du Portugal continental).
- Population (2024) : 1 695 63. (23 % du Portugal continental).

## Subdivisions
La région groupe 12 sous-régions :
- Bas Mondego
- Basse Vouga
- Beira intérieure Nord
- Beira intérieure Sud
- Cova da Beira
- Dão-Lafões
- Pinhal intérieur Nord
- Pinhal intérieur Sud
- Pinhal littoral
- Serra da Estrela